# Clara Tauson
Clara Tauson (Copenhague, 21 de diciembre de 2002) es una jugadora de tenis danesa.
Su mejor clasificación individual en el circuito WTA es la 33, la cual alcanzó el 7 de marzo de 2022
Tauson comenzó su carrera en el circuito júnior. Se coronó como la campeona júnior del Abierto de Australia en 2019 y alcanzó el primer puesto de la clasificación ITF júnior.
Como profesional ha ganado siete títulos individuales en el circuito ITF. El 7 de marzo de 2021 ganó su primer título WTA en el torneo de Lyon.

## Títulos WTA (3; 3+0)

### Individual (3)
| Leyenda                    |
| -------------------------- |
| Grand Slam (0)             |
| Juegos Olímpicos (0)       |
| WTA Tour Championships (0) |
| WTA 1000 (0)               |
| WTA 500 (0)                |
| WTA 250 (3)                |

| N.º | Fecha                    | Torneo     | Superficie | Oponente en la final | Resultado     |
| --- | ------------------------ | ---------- | ---------- | -------------------- | ------------- |
| 1.  | 7 de marzo de 2021       | Lyon       | Dura (i)   | Viktorija Golubic    | 6-4, 6-1      |
| 2.  | 19 de septiembre de 2021 | Luxemburgo | Dura (i)   | Jeļena Ostapenko     | 6-3, 4-6, 6-4 |
| 3.  | 5 de enero de 2025       | Auckland   | Dura       | Naomi Osaka          | 4-6, ret.     |

#### Finalista (2)
| N.º | Fecha                 | Torneo     | Superficie | Oponente en la final | Resultado   |
| --- | --------------------- | ---------- | ---------- | -------------------- | ----------- |
| 1.  | 31 de octubre de 2021 | Courmayeur | Dura (i)   | Donna Vekić          | 6-7(3), 2-6 |
| 2.  | 22 de febrero de 2025 | Dubái      | Dura       | Mirra Andreeva       | 6-7(1), 1-6 |

## Títulos WTA 125s

### Individual (1–1)
| Resultado | Fecha                   | Torneo  | Superficie | Oponente          | Puntaje       |
| --------- | ----------------------- | ------- | ---------- | ----------------- | ------------- |
| Campeona  | 22 de agosto de 2021    | Chicago | Dura       | Emma Raducanu     | 6-1, 2-6, 6-4 |
| Finalista | 17 de diciembre de 2022 | Limoges | Dura (i)   | Anhelina Kalinina | 3-6, 7-5, 4-6 |